# ملاحظات حول كوكب متوتر (كتاب)

ملاحظات حول كوكب متوتر؛ كتاب للمؤلف مات هايغ، ويصنف الكتاب ضمن الكتب "غير الروائية"؛ نظراً لإستدلال الكاتب بمواقف من حياته الواقعيه لدعم الأفكار المطروحه في الكتاب، يناقش فيه التحديات اليومية التي قد تهدد سلامنا النفسي في طور العالم المتطور تقنياً، إضافةً لتأثير مواقع التواصل الاجتماعي علينا. ويحوي الكتاب على بعض القصص الواقعيه من حياته، وكيف تعايش مع اضطراب القلق، الاكتئاب، ونوبات الهلع. إضافةً لبعض النصائح، لكيف لنا بالنجاه في كوكب متطور متوتر متسارع.